# جيمس جاي كوربيت
جيمس جاي كوربيت (بالإنجليزية: James J. Corbett)‏ مواليد 01 سبتمبر 1866 في سان فرانسيسكو، كاليفورنيا - الوفاة 18 فبراير 1933 في كوينز، نيويورك، كان ملاكم أمريكي سابق صنّف ضمن فئة الوزن الثقيل.

## إحصائيات
خاض خلال مسيرته 24 نزالا، فاز في 14 وتعادل في 3 وخسر في 4. فاز بالضربة القاضية في 5 نزالا.

## روابط خارجية
- جيمس جاي كوربيت على موقع IMDb (الإنجليزية)
- جيمس جاي كوربيت على موقع الموسوعة البريطانية (الإنجليزية)
- جيمس جاي كوربيت على موقع ميوزك برينز (الإنجليزية)
- جيمس جاي كوربيت على موقع أول موفي (الإنجليزية)
- جيمس جاي كوربيت على موقع قاعدة بيانات برودواي على الإنترنت (الإنجليزية)
- جيمس جاي كوربيت على موقع ديسكوغز (الإنجليزية)
- جيمس جاي كوربيت على موقع قاعدة بيانات الفيلم (الإنجليزية)
- جيمس جاي كوربيت على موقع بوكس ريك (الإنجليزية) (registration required)